# Û
Û, û – litera alfabetu łacińskiego, używana w języku walijskim, języku francuskim oraz w Jèrriais.

## Kodowanie
| Znak                   | Û                                      | Û                                      | û                                    | û                                    |
| ---------------------- | -------------------------------------- | -------------------------------------- | ------------------------------------ | ------------------------------------ |
| Nazwa w Unikodzie      | Latin Capital Letter U with Circumflex | Latin Capital Letter U with Circumflex | Latin Small Letter U with Circumflex | Latin Small Letter U with Circumflex |
| Kodowanie              | dziesiątkowo                           | szesnastkowo                           | dziesiątkowo                         | szesnastkowo                         |
| Unicode                | 219                                    | U+00DB                                 | 251                                  | U+00FB                               |
| UTF-8                  | 195 155                                | c3 9b                                  | 195 187                              | c3 bb                                |
| Odwołania znakowe SGML | &#219;                                 | &#x00DB;                               | &#251;                               | &#x00FB;                             |
| Odwołania znakowe SGML | &Ucirc;                                | &Ucirc;                                | &ucirc;                              | &ucirc;                              |